# أبراهام ناساتير
أبراهام ناساتير Abraham Nasatir (ولد عام 1905 – ومات عام 1991) مؤرخ أمريكي متخصص في تاريخ ولاية كاليفورنيا ومنطقة وادي المسيسيبي.
ولد في سانتا آنا في كاليفورنيا من أبوين يهوديين هاجرا من ليتوانيا. حصل على الدكتوراه من جامعة كاليفورنيا في بيركلي وهو في التاسعة عشرة من العمر.
اشتغل بالتدريس في عدد من الجامعات.